# Nedvězí
Nedvězí település Csehországban, a Svitavyi járásban. Nedvězí Bystré, Sulkovec, Ubušínek, Jimramov, Jedlová és Korouhev településekkel határos. Lakosainak száma 189 fő (2024. január 1.).

## Népesség
A település lakosságának változását az alábbi diagram mutatja:
| Lakosok száma | 457  | 538  | 532  | 364  | 277  | 226  | 213  | 210  | 200  | 189  |
|               | 1869 | 1890 | 1921 | 1950 | 1980 | 2001 | 2017 | 2019 | 2022 | 2024 |